# B-Day
Albums de Tankard
Kings of Beer
(2000) Beast of Bourbon
(2004)
B-Day est le dixième album studio du groupe de thrash metal allemand Tankard. L'album est sorti en 2002 sous le label AFM Records. Il s'agit du premier album du groupe sorti sous ce label.
Le titre de l'album est une référence parodique au D-Day (qui signifie "le Jour J"), qui est en américain le jour du débarquement allié en Normandie. B-Day signifie Beer-Day, ce qui veut dire "le Jour de la Bière".

## Musiciens
- Andreas "Gerre" Geremia - Chant
- Andy Gutjahr - Guitare
- Frank Thorwarth - Basse
- Olaf Zissel - Batterie

## Liste des morceaux
1. Notorious Scum - 03:51
2. Rectifier - 04:12
3. Need Money For Beer - 03:36
4. Ugly, Fat And Still Alive - 03:57
5. Underground (Atmosphere: Hostile) - 04:24
6. Voodoo Box - 04:21
7. Sunscars - 03:22
8. Zero Dude - 04:25
9. New Liver Please! - 03:36
10. Rundown Quarter - 03:34
11. Alcoholic Nightmares - 05:11